# Barruelo de Santullán (kommunhuvudort)
Barruelo de Santullán är en kommunhuvudort i Spanien.   Den ligger i provinsen Provincia de Palencia och regionen Kastilien och Leon, i den norra delen av landet, 280 km norr om huvudstaden Madrid. Barruelo de Santullán ligger 1 069 meter över havet och antalet invånare är 1 574.
Terrängen runt Barruelo de Santullán är huvudsakligen kuperad, men söderut är den platt. Runt Barruelo de Santullán är det ganska glesbefolkat, med 26 invånare per kvadratkilometer. Närmaste större samhälle är Aguilar de Campóo, 12,6 km söder om Barruelo de Santullán. Trakten runt Barruelo de Santullán består till största delen av jordbruksmark.